# Caraparí
Caraparí – miasto w Boliwii, w departamencie Tarija, w prowincji Gran Chaco.